# Efferia benedicti
Efferia benedicti este o specie de muște din genul Efferia, familia Asilidae. A fost descrisă pentru prima dată de Stanley Willard Bromley în anul 1940. Conform Catalogue of Life specia Efferia benedicti nu are subspecii cunoscute.